# Harald Lillmeyer

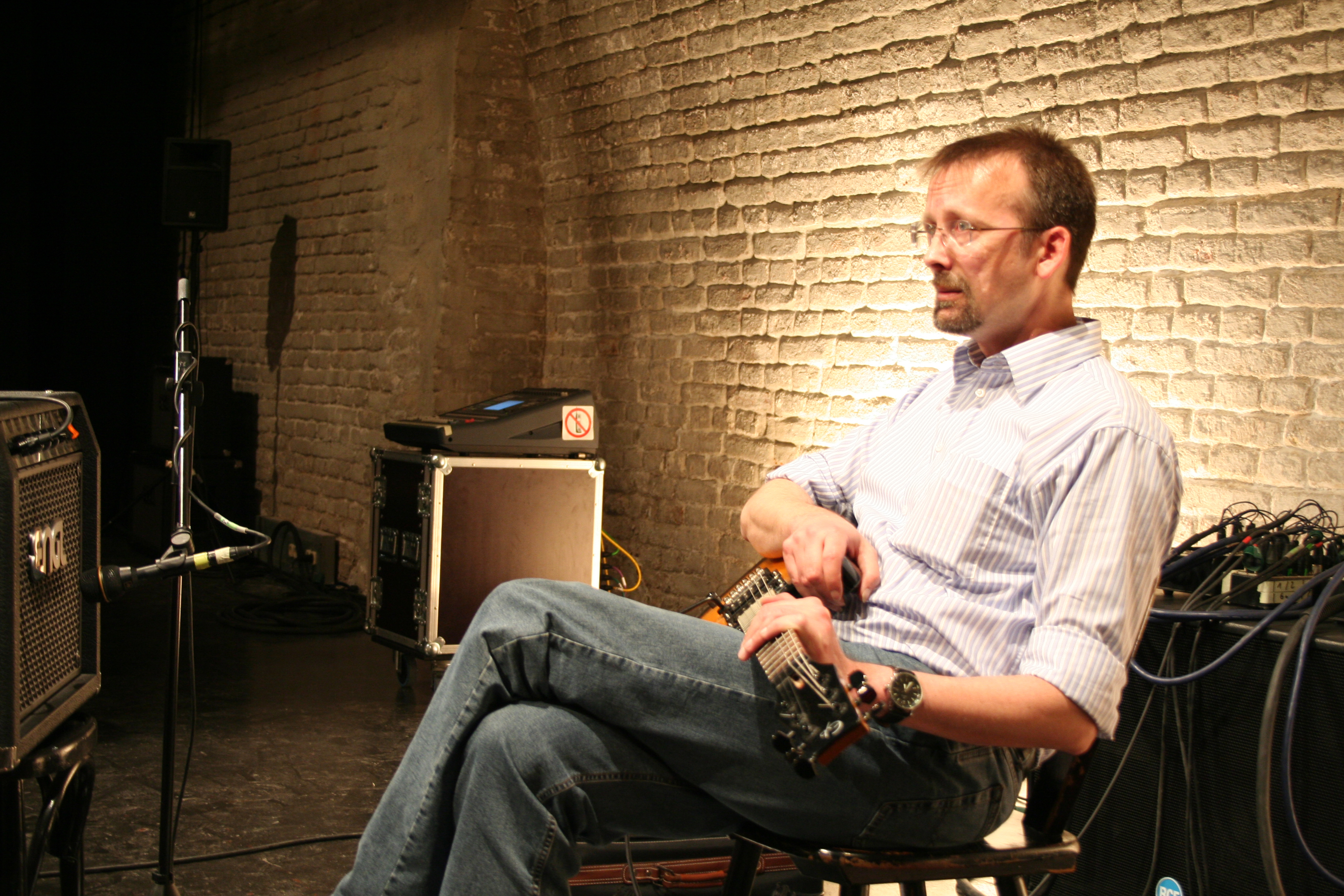
Harald Lillmeyer am 12. April 2008 in der Münchner T-U-B-E

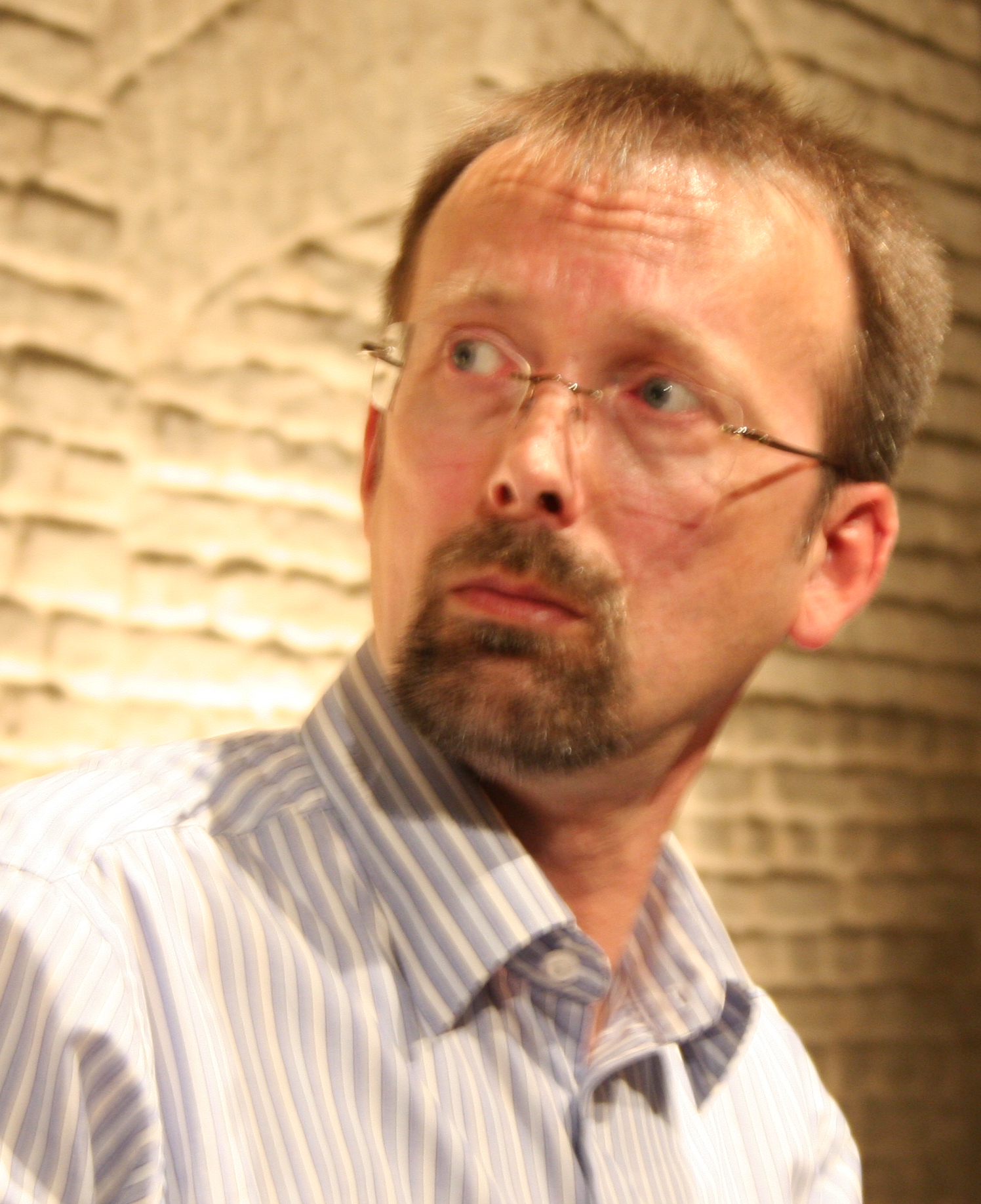
Harald Lillmeyer am 12. April 2008 in der Münchner T-U-B-E

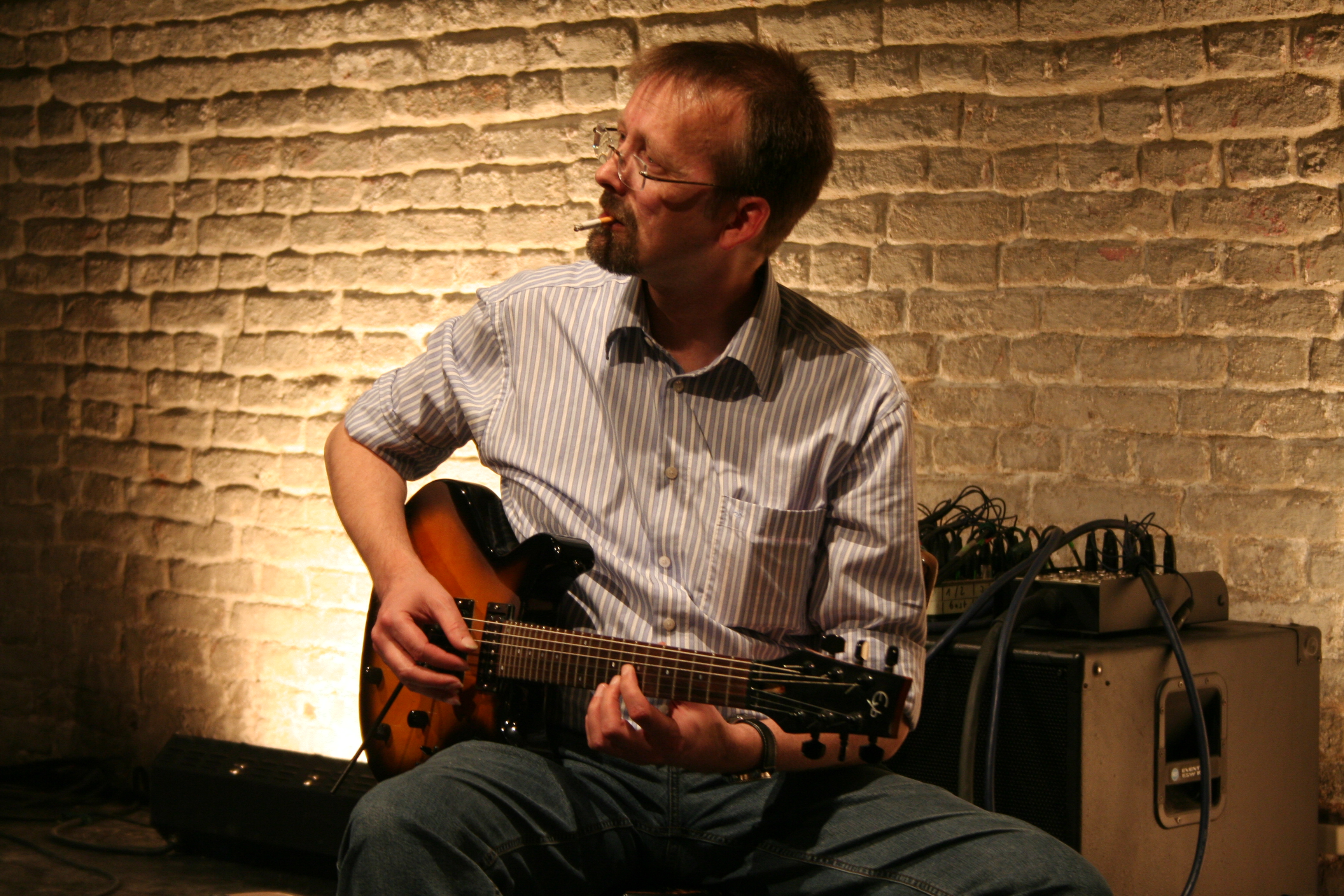
Harald Lillmeyer am 12. April 2008 in der Münchner T-U-B-E

Harald Lillmeyer (* 28. Juli 1959 in Essen) ist Gitarrist aus den Bereichen klassische Musik und Neue Musik.

## Musikalischer Werdegang
Harald Lillmeyer studierte Gitarre an der Folkwang Hochschule in Essen und an der Hochschule für Musik und darstellende Kunst in Wien. Zusätzlich studierte er Neue Musik an der  Hochschule für Musik in Karlsruhe und "zeitgenössische Kammermusik"
an der Folkwang Hochschule.
Prägende persönlichen Begegnungen hatte er mit John Cage, Giacinto Scelsi, dessen KO-THA er 1985 bei den Wittener Tagen für neue Kammermusik uraufführte, Heinz-Klaus Metzger, Rainer Riehn, Josef Anton Riedl, Rolf Riehm, Mathias Spahlinger, Hans Werner Henze und Friedrich Cerha.
Wichtige Lehrer waren Hans Gräf (Folkwang Hochschule), Wolfgang Hufschmidt (Folkwang Hochschule), Karl Scheit (Hochschule für Musik und darstellende Kunst in Wien) und Wilhelm Bruck  (Hochschule für Musik Karlsruhe).
Harald Lillmeyer spielt/spielte im Gitarrenduo Susanne Hilker/Harald Lillmeyer, im Xsemble München, Ensemble Musica Negativa, bei Go Guitars und war Gast beim ensemble recherche.
1981 war er Preisträger beim Internationalen Gitarrenwettbewerb in Mettmann,
erhielt 1988 den Folkwang-Förderpreis im Gitarrenduo, 1991 als Mitglied des
Xsemble München den Förderpreis der Stadt München und 2001
mit Go Guitars das Musik-Stipendium der Stadt München.
Er unterrichtet seit 1985 als Dozent für Gitarre, Kammermusik und Neue Musik am
Richard-Strauss-Konservatorium der Stadt München. Bis 1997 war er auch Dozent am Leopold-Mozart-Konservatorium in Augsburg und von 1990 bis 1995 an der Hochschule für Musik Karlsruhe.
Seit 2002 widmet er sich intensiv der improvisierten Musik, wobei er an einer vor allem elektronischen Erweiterung der klanglichen Möglichkeiten der akustischen und der elektrischen Gitarre (extended guitar) sowie einer indeterminierten Spielhaltung (vgl. John Cage: "cComposed Improvisation", "Variations I, III, IV, VIII") interessiert ist.

## Zusammenarbeit
Im SWR Sinfonieorchester Baden-Baden und Freiburg und im Symphonieorchester des Bayerischen Rundfunks spielte Lillmeyer
unter der Leitung von: Péter Eötvös (Stockhausen), Michael Gielen (Boulez,
 Spahlinger), Martyn Brabbins (Grisey,  Neuwirth,  Henze), Rupert Huber (Scelsi),
Lorin Maazel (Mahler), Sylvain Cambreling (Globokar, Jean Barraqué), Peter Rundel
(Richter de Vroe), Daniel Harding (Berg), Hans Zender (Zimmermann),
Mariss Jansons (Mahler), Kent Nagano (Zimmermann) u. a.

## Diskographie
- 2005  GO GUITARS & SINGER PUR "Electric Seraphim", K&K Verlagsanstalt Edition Kloster Maulbronn
- 2001 Michael Lentz &  GO GUITARS "ENDE GUT. Sprechakte". Edition selene/BR
- 2000 Rolf Riehm (Komponist), Susanne Hilker/Harald Lillmeyer (Interpret) "Kompositionen für Gitarre", Cybele (CODAEX)
- 1996 Corneliaus Schwehr "poco a poco subito", ensemble recherche, Hat Hut
- 1995 Wolfgang Hufschmidt "Portrait", Cybele (CODAEX)
- 1995 Mathias Spahlinger "musica impura", ensemble recherche, ACCORD
- 1995 Lothar Zagrosek "lichtspielmusik", ensemble recherche, Disq.Mont.